# Viana do Castelo (Santa Maria Maior e Monserrate) e Meadela
Viana do Castelo (Santa Maria Maior e Monserrate) e Meadela (llamada oficialmente União das Freguesias de Viana do Castelo (Santa Maria Maior e Monserrate) e Meadela) es una freguesia portuguesa del municipio de Viana do Castelo, distrito de Viana do Castelo.

## Historia
Fue creada el 28 de enero de 2013 en aplicación de una resolución de la Asamblea de la República de Portugal promulgada el 16 de enero de 2013 con la unión de las freguesias de Meadela, Monserrate y Santa Maria Maior, pasando su sede a estar situada en la antigua freguesia de Santa Maria Maior.

## Demografía
| Gráfica de evolución demográfica de Viana do Castelo (Santa Maria Maior e Monserrate) e Meadela entre 2011 y 2021 |
| |
| Datos según el nomenclátor publicado por el INE portugués.                                                        |